# Мерефа
Мерефа (укр. Мерефа) градић је у Украјини, у Харковској области. Према процени из 2023. у граду је живело 20.417 становника.

## Становништво
Према процени, у граду је 2012. живело 22.273 становника.
| 1979.  | 1989.  | 2001.  | 2012.  |
| ------ | ------ | ------ | ------ |
| 29.034 | 28.952 | 25.018 | 22.273 |